# Тевли
Те́вли (бел. Тэўлі) — деревня в Кобринском районе Брестской области Беларуси
По данным на 1 января 2016 года население составило 565 человек в 224 домохозяйствах.
В деревне расположены почтовое отделение, детский сад-начальная  школа, клуб, библиотека, больница сестринского ухода, участковая ветеринарная лечебница, отделение ОАО «Беларусбанк» и три магазина.

## География
Деревня расположена в 14 км к северо-западу от города Кобрин, 1 км к востоку от станции Тевли и в 52 км к востоку от Бреста, на автодороге Р102 Кобрин-Каменец.
На 2012 год площадь населённого пункта составила 2,92 км² (292 га).

## История
Населённый пункт известен с XVI века как селение Теваль.
В лесу, севернее населенного пункта, располагался запасной командный пункт, куда 22 июня 1941 года переместился 14-й механизированный корпус 4-й армии Западного фронта

Штаб 14-го механизированного корпуса, понеся потери в людях и особенно в средствах связи, перешел на подготовленный командный пункт в лесу севернее Тевли.— Сандалов Л. М. Боевые действия войск 4-й армии в начальный период Великой Отечественной войны
В разное время население составляло:
- 1999 год: 250 хозяйств, 624 человек
- 2009 год: 597 человек
- 2016 год[2]: 224 хозяйства, 565 человек
- 2019 год[1]: 499 человек

## Культура
- Музей ГУО "Тевельский детский сад-начальная школа"

## Достопримечательности
В деревне расположена православная Успенская церковь, построенная в 1872 году в русском стиле из кирпича.
Кроме того, сохранилась деревянная православная церковь Святого Дмитрия XIX века. Также здесь расположено военное кладбище времён Первой мировой войны.

## Галерея

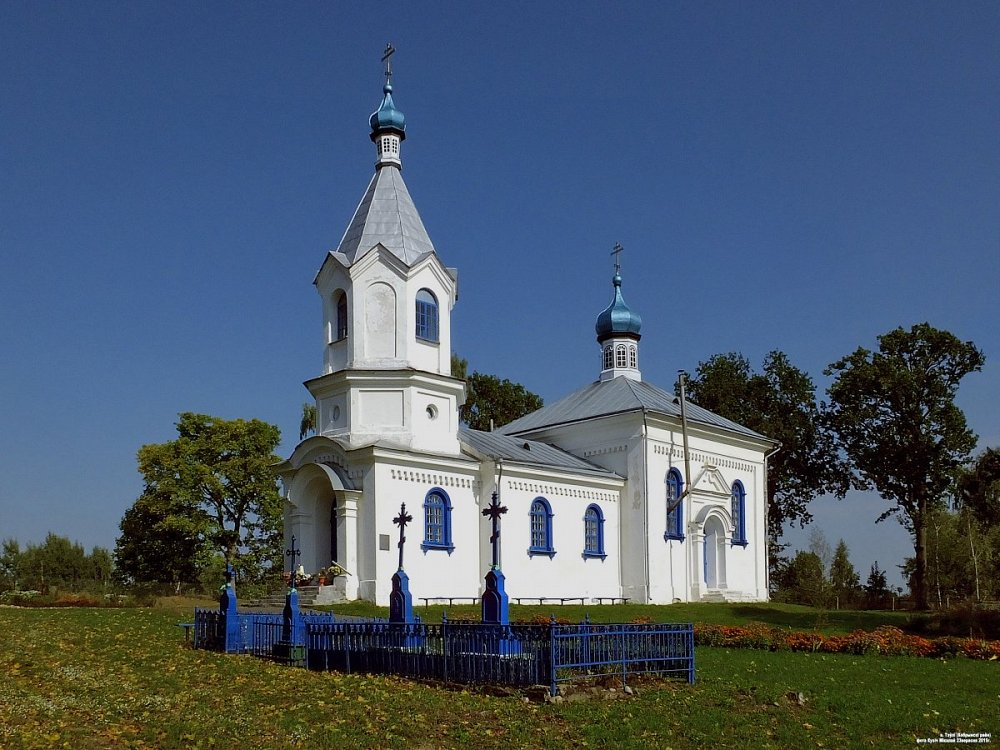
Успенская церковь
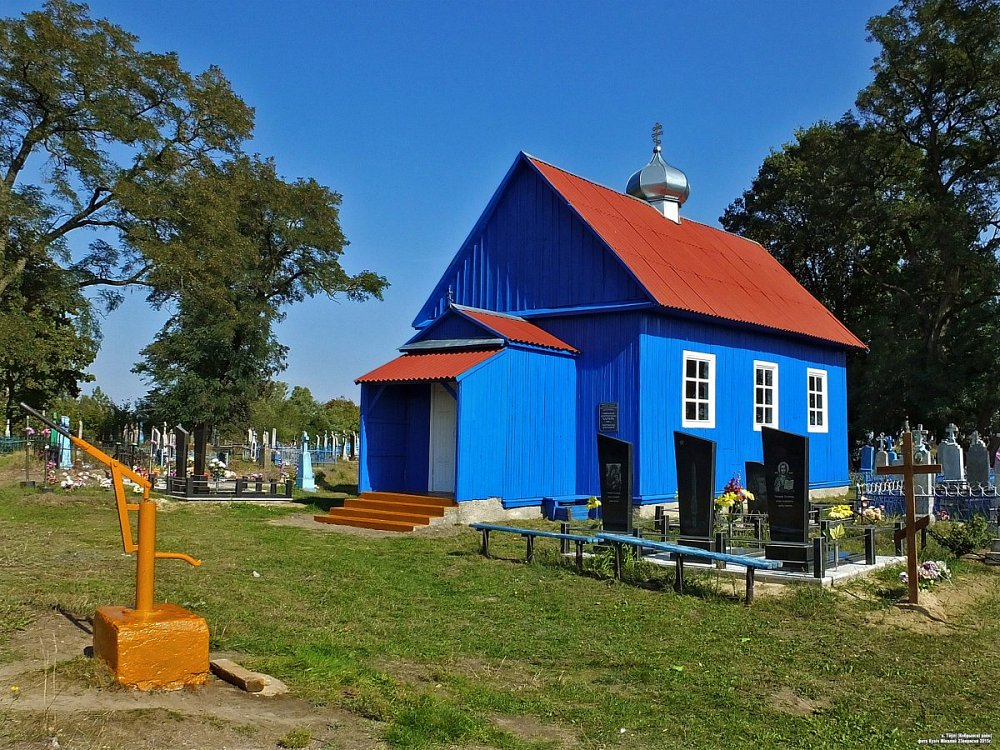
Церковь Святого Дмитрия